# Serrières-sur-Ain
Serrières-sur-Ain település Franciaországban, Ain megyében. Lakosainak száma 135 fő (2022. január 1.). Serrières-sur-Ain Bolozon, Challes-la-Montagne, Hautecourt-Romanèche, Leyssard és Poncin községekkel határos.

## Népesség
A település népessége az elmúlt években az alábbi módon változott:
| Lakosok száma | 81   | 64   | 71   | 111  | 125  | 128  | 134  | 135  | 134  | 135  |
|               | 1968 | 1982 | 1990 | 2006 | 2013 | 2015 | 2017 | 2019 | 2020 | 2022 |